# Гомосасса-Спрінгс (Флорида)
Гомосасса-Спрінгс (англ. Homosassa Springs) — переписна місцевість (CDP) в США, в окрузі Цитрус штату Флорида. Населення — 14 283 особи (2020).

## Географія
Гомосасса-Спрінгс розташована за координатами 28°48′32″ пн. ш. 82°32′24″ зх. д. / 28.80889° пн. ш. 82.54000° зх. д. (28.808820, -82.540126).  За даними Бюро перепису населення США в 2010 році переписна місцевість мала площу 65,14 км², з яких 65,10 км² — суходіл та 0,04 км² — водойми.

## Демографія
Згідно з переписом 2010 року, у переписній місцевості мешкала 13 791 особа в 5978 домогосподарствах у складі 3802 родин. Густота населення становила 212 осіб/км².  Було 7138 помешкань (110/км²).
Расовий склад населення:
| - 95,6 % — білих - 0,9 % — чорних або афроамериканців - 0,7 % — азіатів - 0,4 % — корінних американців |

До двох чи більше рас належало 1,9 %. Частка іспаномовних становила 3,6 % від усіх жителів.
За віковим діапазоном населення розподілялося таким чином: 17,5 % — особи молодші 18 років, 57,3 % — особи у віці 18—64 років, 25,2 % — особи у віці 65 років та старші. Медіана віку мешканця становила 49,2 року. На 100 осіб жіночої статі у переписній місцевості припадало 97,1 чоловіків;  на 100 жінок у віці від 18 років та старших — 96,7 чоловіків також старших 18 років.
Середній дохід на одне домашнє господарство  становив 42 999 доларів США (медіана — 29 409), а середній дохід на одну сім'ю — 51 351 долар (медіана — 35 919). Медіана доходів становила 38 039 доларів для чоловіків та 22 482 долари для жінок. За межею бідності перебувало 26,3 % осіб, у тому числі 43,5 % дітей у віці до 18 років та 15,2 % осіб у віці 65 років та старших.
Цивільне працевлаштоване населення становило 3981 особа. Основні галузі зайнятості: освіта, охорона здоров'я та соціальна допомога — 21,9 %, роздрібна торгівля — 17,9 %, мистецтво, розваги та відпочинок — 16,5 %.